# Ensenada de Vuelta Perruca
Ensenada de Vuelta Perruca (en inglés: Horseshoe Bay) es una ensenada de la zona noreste de la isla Soledad del archipiélago de las Malvinas, que según la Organización de las Naciones Unidas (ONU), está en litigio de soberanía entre el Reino Unido, quien la administra como parte del territorio británico de ultramar de las Malvinas, y la Argentina, quien reclama su devolución, y la integra en el departamento Islas del Atlántico Sur de la provincia de Tierra del Fuego, Antártida e Islas del Atlántico Sur.
Se ubica en las costas de la Bahía de la Maravilla (o Bahía del Aceite), al oeste de  Puerto Soledad, al este de Rincón Grande y al norte del Rincón del Zaino.
Como la mayoría de los topónimos malvinenses, su nombre es de origen español, anterior a la ocupación británica de las Malvinas.